# Lebenszeichen (Mahnmal)
Lebenszeichen ist der Name eines Mahnmals für die „Euthanasie“-Opfer des nationalsozialistischen Tötungsprogramms Aktion T4 zur Ermordung von Menschen mit Behinderung und Erkrankung. Das Mahnmal wurde 2019 von der Grafikerin und Kunsttherapeutin Pauline Ullrich aus Ansbach konzipiert und im Rahmen eines inklusiven Kunstworkshops am Standort Schwäbisch Gmünd umgesetzt. Initiiert und beauftragt wurde das Mahnmal von Barbara Herzer, Sandra Sanwald und Michael Weiß vom Amt für Familie und Soziales der Stadt Schwäbisch Gmünd. Finanziert wurde das Projekt von der Aktion Mensch im Rahmen der Initiative Kommune Inklusiv.

## Geschichtlicher Hintergrund
Ab 1939 wurden Heil- und Pflegeanstalten durch des Reichsministeriums des Innern aufgefordert, Meldebögen zur Benennung ihrer Patienten auszufüllen und auf diesen Angaben zu Krankheit und Arbeitsfähigkeit zu vermerken. Kopien dieser Meldebögen wurden an jeweils drei von 40 staatlich bestellten Gutachter überstellt, die aufgrund der darauf vermerkten Kurzbeschreibungen eine Beurteilung bezüglich Arbeitsfähigkeit und Heilungsaussichten vornahmen. Die Gutachter signalisierten ihre Entscheidung in einem schwarz umrandeten Kasten auf der Meldebogenkopie mit einem roten „+“ für „Töten“ und einem blauen „–“ für „Weiterleben“. Gegebenenfalls konnten sie auch ein „?“ eintragen falls sie zu keiner eindeutigen Entscheidung kamen. Anschließend wurden diese Bögen einem der Obergutachter (Werner Heyde, Herbert Linden und Hermann Paul Nitsche) vorgelegt, der ein viertes „+“ oder „–“ hinzufügte. Bei Begutachtung als „unbrauchbar“ durch 4 „+“ wurden die Patienten an Tötungsanstalten transportiert und dort ermordet. Einer der wenigen ausgefüllten Bögen, die erhalten geblieben sind, ist der der Patientin Klara Sara aus Wien – hier sind vier rote „+“ zu finden.

## Das Mahnmal „Lebenszeichen“
Die Basis der „Lebenszeichen“ bildet eine Holzverbundplatte in den Maßen ca. 150cm h X 200cm b. Die Platte ist rundum in einem schwarzen Metallrahmen eingefasst, um den Kasten zu zitieren, der auf den Meldebögen für die Zeichen und Unterschriften vorgesehen war. Auf den Rahmen sind Holzkreuze angebracht, die der Form nach den Originalkreuzen auf dem Meldebogen der Klara Sara entsprechen. Die Kreuze wurden im Verlauf eines inklusiven Wochenend-Workshops unter Leitung von Pauline Ullrich von Menschen mit und ohne Behinderungen mit Acrylfarben und -stiften frei gestaltet und beschriftet. Zur Ideenfindung dienten Schlüsselfragen wie: „Was macht den Wert eines Menschen / eines Lebens aus?“ Die Teilnehmenden des Workshops widmeten die ehemaligen „Todeszeichen“ in „Lebenszeichen“ um und widerlegten allein schon durch ihr gestalterisch-künstlerisches Tun das damalige Tötungsargument der „Unbrauchbarkeit“.

## Standort
Das Mahnmal wurde am 25. April 2019 unter Beteiligung u. a. des Ersten Bürgermeisters Joachim Bläse sowie Kutlu Yurtseven vom Projekt „Bejarano & Microphone Mafia“ enthüllt. Es steht in der Grabenallee in Schwäbisch Gmünd.